# Nikodem (patriarcha Rumunii)
Nikodem właśc. Nicolae Munteanu (ur. 6 grudnia 1864 w Pipirig w okręgu Neamț, zm. 27 lutego 1948 w Bukareszcie) – rumuński duchowny prawosławny, patriarcha Rumunii w latach 1939–1948. 

## Życiorys
W 1890 ukończył seminarium duchowne w Jassach, a w 1895 studia teologiczne w Kijowskiej Akademii Duchownej. W 1894 złożył śluby zakonne w klasztorze w Neamț. 
W 1898 otrzymał godność archimandryty i pełnił posługę u boku metropolity Mołdawii. W latach 1908–1909 kierował seminarium Św. Andrzeja w Galați. W 1935 objął urząd metropolity Mołdawii, a w 1939 został wybrany następcą zmarłego patriarchy Mirona. W sierpniu 1941, na życzenie rządu Iona Antonescu, patriarcha zgodził się na skierowanie misji Rumuńskiego Kościoła Prawosławnego na obszary okupowane przez armię rumuńską (Transnistria). Skierowano tam 250 księży prawosławnych, misją kierował archimandryta Juliusz (Scriban).
W 1944 Nikodem był wrogo nastawiony wobec nowych władz komunistycznych, ustanowionych w Rumunii z pomocą sowiecką. W styczniu 1945 został zaproszony przez władze ZSRR do udziału w uroczystościach, związanych z wyborem nowego patriarchy Moskwy Aleksego I. Rumuński patriarcha odmówił udania się do Moskwy pod pretekstem złego stanu zdrowia i zimowej pory, w czasie której odbywały się uroczystości. Został pochowany w katedrze patriarchalnej  w Bukareszcie, obok patriarchy Mirona.
Od 1918 był członkiem honorowym Rumuńskiej Akademii Nauk. W 1920 otrzymał godność doktora h.c. na wydziale teologicznym uniwersytetu w Czerniowcach.
Był autorem dzieł teologicznych i liturgicznych, a także tłumaczem tekstów z języka rosyjskiego i angielskiego.

## Dzieła
- 1905: Ce să crezi și cum să trăiești? Adecă schema credinței și moralei creștine,
- 1906: Cuvântări liturgice
- 1907: Călăuza creștinismului la biserică sau Cum se cuvine să stea creștinul în biserica la slujba Sf. Liturghii
- 1912: Ortodoxia și creștinismul apusean. Prelucrare după A.P. Lopuhin și alții
- 1940: Cuvântări, pastorale și îndemnuri